# Långträsket (Älvsby socken, Norrbotten, 729433-170715)
Långträsket är en sjö i Älvsbyns kommun i Norrbotten och ingår i Piteälvens huvudavrinningsområde. Sjön har en area på 0,151 kvadratkilometer och ligger 208,1 meter över havet. Långträsket ligger i Piteälven Natura 2000-område.

## Delavrinningsområde
Långträsket ingår i det delavrinningsområde (729411-170747) som SMHI kallar för Ovan 729268-171057. Medelhöjden är 226 meter över havet och ytan är 9,92 kvadratkilometer. Räknas de 52 avrinningsområdena uppströms in blir den ackumulerade arean 554,67 kvadratkilometer. Vistån (Kvarnbäcken) som avvattnar avrinningsområdet har biflödesordning 2, vilket innebär att vattnet flödar genom totalt 2 vattendrag innan det når havet efter 105 kilometer. Avrinningsområdet består mestadels av skog (88 procent). Avrinningsområdet har 0,15 kvadratkilometer vattenytor vilket ger det en sjöprocent på 1,5 procent.